# Pachito Alonso
Pour les articles homonymes, voir Alonso.
Pachito Alonso, né à La Havane le 6 janvier 1955, est un musicien cubain. Il est l'actuel directeur de Pachito Alonso Y Sus Kini Kini, groupe musical cubain de grand prestige national et international.

## Biographie
Longino Rey Alonso Castillo, alias "Pachito" Alonso, vient d'une famille avec une forte tradition musicale qui s'est propagée de génération en génération. Son père, le compositeur et chanteur Pacho Alonso est une grande figure de l'histoire de la  musique cubaine, dans le groupe duquel Ibrahim Ferrer participa comme chanteur.
Pachito Alonso a commencé à étudier le piano dans son enfance. À l'âge de 11 ans, il forme son premier groupe et fonde plus tard un orchestre de "salsa" avec plusieurs de ses camarades de classe de l'Académie des Arts de La Havane.
En 1973, il rejoint l'orchestre de son père et à 23 ans, il en devient le directeur musical.
En 1982, Pacho Alonso décède à l'âge de 54 ans, et Pachito devient le chef d'orchestre qu'il rebaptise Pachito Alonso y sus Kini Kini .
Lauréat de nombreux prix, il a depuis enregistré plus d'une dizaine d'albums, fait des tournées en Europe, en Amérique latine et aux États-Unis .
Son répertoire comprend toute sortes de genres musicaux, du boléro au son, guaracha, salsa, cha cha chá, cumbia, merengue, ou pilón, célèbre rythme créé par Pacho Alonso avec Enrique Bonne en 1964 , basé sur sur les expressions corporelles des paysans des montagnes de l'Oriente de Cuba.
Pachito Alonso est le premier artiste cubain signé par une maison de disques européenne (CBS Espagne) et le seul à avoir joué pour la Maison royale espagnole. Il s'est produit lors d'événements majeurs tels que les Latin Grammy Awards 2001 ; le Playboy Jazz Festival à Los Angeles, et l'Austin Jazz Festival au Texas.
Les chanteurs du groupe sont ses deux fils Cristian y Rey (Cristian Alonso Zequeira et Rey Alonso Guerra) (qui ont formé leur propre duo en dehors du groupe), et José Luis Arango.
Le groupe a accompagné le spectacle musical Viva Cuba. C'est la fille de Pachito, Yolena Alonso qui a repris la direction artistique du spectacle, ainsi que le rôle de productrice.

## Membres du groupe Pachito Alonso y sus Kini Kini
- Direction et piano : Pachito Alonso
- Chanteurs : José Luis Arango, Cristian Alonso, Rey Alonso
- Basse : Lazaro Machado Cachao
- Saxophone : Saul Benancio Valdez Viár
- Claviers : Jorman Almagro Loy
- Batterie et timbales : Dagoberto Quintana Carbonell
- Congas : Asley Rosell Valera
- Güiro et chœurs : Orlando Gutierrez Rios
- Trompette : Juan Carlos Tito Rosas, Maikel Davis Gonzáles
- Trombone: Reynaldo Reyes Alfonso, Osley Antonio Patridge
- Guitare: Jorge Milliam Quintana

De nombreux artistes ont débuté au sein de Pachito Alonso y sus Kini Kini avant de poursuivre ensuite dans d'autres groupes :
- Robertón Hernández, Lele Rasalps qui intégreront Los Van Van
- Tirso Duarte qui rejoindra	Charanga Habanera puis Pupy y Los que Son Son
- Orlando Mengual, Lazarito Mengual qui rejoindront aussi Charanga Habanera
- Lazarito Valdés, Vannia Borges qui intégreront	Bamboleo
- Rigoberto López qui rejoindra Adalberto Alvarez y su Son
- Carlos Alvarez	qui rejoindra Klimax puis Havana d'Primera
- Cristóbal Verdecia	et Paulito FG qui rejoindront Havana d'Primera
- Amaury Pérez

## Discographie de Pachito Alonso y sus Kini Kini

### Discographie solo de Cristian y Rey
Participation au titre To´ Está Rico d'Ivan El Hijo de Teresa y La Llegada (2020).

## Liens
- Ressources relatives à la musique :   - Discogs
  - MusicBrainz
  - Muziekweb
- Notice dans un dictionnaire ou une encyclopédie généraliste :   - Deutsche Biographie
- Notices d'autorité :   - VIAF
  - ISNI
  - LCCN
  - GND
  - WorldCat
- Site officiel
- Pachito Alonso et Pachito Alonso y sus Kini Kini sur l'encyclopédie collaborative cubaine EcuRed